# Хрест і корона
Хрест і корона (хрест, що проходить через вінець) - християнський символ, який використовується різними християнськими конфесіями. Він також використовувався в геральдиці.  Емблема часто трактується як символізація нагороди на небі (вінця), що настає після випробувань у цьому житті (хрест) (Якова 1,12). Лютеранський композитор Й.С. Бах у кантаті "Weinen, Klagen, Sorgen, Zagen, BWV 12" (1714) має арію "Kreuz und Krone sind verbunden, Kampf und Kleinod sind vereint" ("хрест і корона пов'язані разом, конфлікт і коштовність об'єднуються") що пов'язане з трактуванням Лютером посланням  Коринтянам 9: 24-25.

## Використання та фон
Окрім римо-католицьких та православних християнських вживань, символ також фігурує в символіці Церкви Христової, саєнтисвіт, де він оточений словами "Зціліть хворого, очистіть прокажених, воскресіть мертвих, виганяйте демонів», з Євангелія від Матвія, 10:8.
Символ також асоціюється із масонством, зокрема ступенем лицаря тамплієрів Йоркського обряду масонства. Символ також відомий як "Лицар тамплієрів кровно-червоний пристрасний хрест і корона". Символ хреста та корони часто оточений фразою "In Hoc Signo Vinces ", що є латиною "Цим знаком ти переможеш". Це посилання на історію Костянтина, який, як повідомляється, мав бачення символу Хризми, і голос, який сказав: "Цим знаком ти переможеш".
Символ особливо використовувався рухом Дослідників Біблії. Символ був також представлений у ранніх публікаціях та пам’ятках Міжнародного об'єднання дослідників Біблії. Вперше з'явившись на обкладинці січневого випуску 1881 року "Вартова башта" хрест і корона були оточені вінком з лаврових листів, а символ також використовувався на лацканових штифтах, ґудзиках (металевих і целюлоїдних ) та підвісках різні конструкції. Однак, не всі його використання IBSA включали вінок з лаврового листя. Хоча могила Чарльза Тазе Рассела позначена меморіалом піраміди, зведеним Товариством Біблії та трактату Вартової вежі із ілюстрацією символу Хреста та Корони, Товариство сторожової вежі згодом припинило використання хреста, а через кілька років, розглядали це як "язичницький символ" - їхнє вчення протягом деякого часу полягає в тому, що Ісус був страчений не на хресті, а на вертикальній палі. 
Символ Хреста і Корони є також ключовою емблемою Королівської чорної установи (побратимської організації Помаранчевого ордену), протестантського братства, що має структурні та символічні зв’язки з масонством.
Символ Хреста і Корони також з’являється на обкладинці книги 1998 року «Сила хреста» Тіма Лагая.

## Зовнішні посилання
- Символ Хреста та Корони на кладовищах. [Архівовано 19 листопада 2006 у Wayback Machine.]